# Hermann Ludwig von Balan
Hermann Ludwig von Balan  (Berlin, 7. ožujka 1812. — Bruxelles, 16. ožujka 1874.) bio je njemački diplomat, ministar vanjskih poslova Njemačke, i predsjednik ministarstva vanjskih poslova Njemačke od 1872. do 1873.
Po profesiji odvjetnik, započinje diplomatsku karijeru u Kraljevini Pruskoj 1833. Imenovan je generalnim konzulom u Varšavi 1845., a radio je kao chargé d'affaires u slobodnom gradu Frankfurtu sljedeće godine. Obnašao je dužnost otpravnika poslova u Velikom hessenskom hercogstvu. Postao je izaslanik u Kraljevini Württemberg 1858., a plemićem je proglašen 1859. godine.
Od 1859. do 1864., bio je izaslanik u Kraljevini Danskoj, a sudjelovao je u bečkim mirovnom pregovorima 1864., koji su uključivali drugi schleswički rat. Bio je veleposlanik u Belgiji od 1864. do 1871. 
Kada ga je Bernhard Ernst von Bülow naslijedio u ministarstvu vanjskih poslova, imenovan je u pruski dom lordova, a kasnije imenovan je opet veleposlanikom u Bruxellesu. Nekoliko mjeseci poslije umire.

## Vanjske poveznice
- Životopis u Mayersovom Konversationslexikonu od 1885. do 1892.
- Životopis na stranici Bundesarhiva  Arhivirana inačica izvorne stranice od 1. listopada 2007. (Wayback Machine)
- Plemići zatvorenog društva u Berlinu od 1809. do 2000.